# 韓國短途錦標
韓國短途錦標（韓語：코리아 스프린트），是韓國馬事會（KRA）在首爾賽馬公園所舉辦供3歲或以上馬匹競逐的國際三級賽（G3），途程為泥地1200米，為韓國於秋季舉辦的國際賽之一。

## 概述
2016年7月6日，韓國馬事會宣佈將設立韓國首個國際賽事日讓世界各地賽駒競逐，韓國短途錦標為其中一場賽事，途程設定為泥地1200米，同時頭馬獎金為3億9900萬韓元。
賽事設立之初為韓國的本地一級賽（KOR-GI），而隨着韓國賽馬逐漸發展及國際化，此賽事於2022年被評委國際三級賽（G3）。

### 出賽條件
出賽資格：3歲或以上純種馬（最大出賽馬匹數量：16匹）
- KRA所屬馬
- 外國訓練馬

負磅：分齡讓磅（3歲56公斤，4歲或以上57公斤，3歲南半球產馬受讓1.5公斤，4歲或以上南半球產馬受讓0.5公斤，雌馬受讓2公斤）

## 歷史
2016年 - 創立3歲或以上韓國一級賽（KOR-GI）「韓國短途錦標」，於首爾賽馬公園泥地1200米舉行。
2019年 - 原定升格為國際三級賽（G3）且頭馬獎金獲提升至5億7000萬韓元。然而同年因日韓貿易戰爆發，韓國馬事會宣佈不會邀請日本訓練馬參賽，賽事認受性下降下導致升格為國際三級賽的計劃推遲。
2020年 - 受到新型冠狀病毒疫情影響，本年度賽事取消。
2021年 - 由於韓國之新型冠狀病毒疫情仍未受控，本年度賽事繼續取消。
2022年 - 賽事重新舉辦，同年正式升格為國際三級賽。
2023年 - 頭馬獎金提升至7億7000萬韓元。
2024年 - 「燦然一新」成為首匹衞冕此賽事的賽駒。

## 歷屆冠軍
| 屆數  | 日期          | 馬場 | 距離  | 優勝馬   | 性齡 | 所属國家/地區 | 時間   | 騎師       | 練馬師   | 馬主           |
| ----- | ------------- | ---- | ----- | -------- | ---- | ------------- | ------ | ---------- | -------- | -------------- |
| 第1屆 | 2016年9月11日 | 首爾 | 1200m | 積多福   | 閹8  | 香港          | 1:11.4 | 田泰安     | 苗禮德   | 劉耀棠與劉心暉 |
| 第2屆 | 2017年9月10日 | 首爾 | 1200m | 優美躍步 | 雄8  | 日本          | 1:10.7 | 武豐       | 橋口慎介 | 前田晉二       |
| 第3屆 | 2018年9月9日  | 首爾 | 1200m | 爵士藍調 | 雄6  | 日本          | 1:11.5 | 藤井勘一郎 | 石坂正   | 馬場幸夫       |
| 第4屆 | 2019年9月8日  | 首爾 | 1200m | 藍籌仔   | 閹4  |               | 1:11.1 | 柳賢明     | 金永官   | Choi Byeong-Bu |
| 第5屆 | 2022年9月4日  | 首爾 | 1200m | 超乎尋常 | 雄5  |               | 1:11.2 | 文世英     | 宋汶佶   | Nasca          |
| 第6屆 | 2023年9月10日 | 首爾 | 1200m | 燦然一新 | 雄4  | 日本          | 1:10.0 | 川田將雅   | 新谷功一 | 前田幸治       |
| 第7屆 | 2024年9月8日  | 首爾 | 1200m | 燦然一新 | 雄5  | 日本          | 1:10.3 | 川田將雅   | 新谷功一 | 前田幸治       |

## 來自戰線
以下列表列出歷屆冠軍上次出賽賽事及上次勝出賽事：
| 詳細戰線列表 |          |                 |         |        |                          |         |
| 年份         | 馬匹     | 上次出賽賽事    | 級別    | 名次   | 上次勝出賽事             | 級別    |
| 2016         | 積多福   | 主席短途獎      | GI      | 第12名 | 花旗銀行環球理財服務讓賽 | 第1班   |
| 2017         | 優美躍步 | 夏日冠軍錦標    | JpnIII  | 第5名  | 夏日冠軍錦標             | JpnIII  |
| 2018         | 爵士藍調 | 柏市紀念        | JpnI    | 第6名  | 珊瑚錦標                 | OP      |
| 2019         | 藍籌仔   | 韓國馬主盃      | KORGIII | 冠軍   | 同左                     | 同左    |
| 2020         | 停辦     | 停辦            | 停辦    | 停辦   | 停辦                     | 停辦    |
| 2021         | 停辦     | 停辦            | 停辦    | 停辦   | 停辦                     | 停辦    |
| 2022         | 超乎尋常 | SBS體育短途錦標 | KORGIII | 季軍   | 釜山日報盃               | KORGIII |
| 2023         | 燦然一新 | 星團盃          | JpnIII  | 冠軍   | 同左                     | 同左    |
| 2024         | 燦然一新 | 杜拜金莎軒錦標  | GI      | 殿軍   | 維雅德泥地短途錦標       | GIII    |

## 外部連結
- 韓國馬事會官方網頁 （页面存档备份，存于）